# Mike Watson (baron Watson d'Invergowrie)
Michael Goodall Watson, baron Watson d'Invergowrie (né le 1er mai 1949), est un homme politique du Parti travailliste écossais. Il est député et ministre de la Culture et des Sports au sein du Cabinet exécutif écossais.
Watson est expulsé de son parti le 22 septembre 2005 à la suite de sa condamnation et de son emprisonnement pour avoir déclenché un incendie à Prestonfield House, mais est réadmis au Parti travailliste en juillet 2012. Il siège actuellement en tant que membre travailliste de la Chambre des lords et est directeur associé de la société d'affaires publiques et de communication d'Édimbourg Caledonia Consulting.
Le 18 septembre 2015, le nouveau leader travailliste Jeremy Corbyn nomme Watson porte-parole de l'Éducation à la Chambre des Lords,.

## Jeunesse
Watson est né à Cambuslang, South Lanarkshire, mais sa famille déménage à Invergowrie, Perth et Kinross quand il est très jeune. Il fait ses études à l'école primaire d'Invergowrie, au lycée de Dundee et à l'université Heriot-Watt d'Édimbourg, où il obtient un baccalauréat spécialisé en économie et relations industrielles en 1974.
Avant d'entrer en politique, Watson travaille comme tuteur/organisateur pour l'Association pour l'éducation des travailleurs et dans le mouvement syndical, pour l'Association des personnels scientifiques, techniques et de gestion (ASTMS) et le Syndicat de la fabrication, des sciences et des finances (MSF).

## Carrière politique
Watson est élu au Parlement du Royaume-Uni en tant que député de Glasgow Central lors d'une élection partielle en 1989, à la suite du décès du député Bob McTaggart. Il est réélu aux élections de 1992 et représente cette circonscription jusqu'à son abolition en 1997. Il demande l'investiture du parti travailliste pour briguer le siège de Govan aux élections de 1997, mais après avoir initialement remporté la nomination par une voix, il perd une nouvelle élection face à Mohammad Sarwar.
Le 6 novembre 1997, il est créé pair à vie en tant que baron Watson d'Invergowrie, d'Invergowrie à Perth et Kinross.
En 1999, Lord Watson est élu membre du Parlement écossais (MSP) pour la circonscription de Glasgow Cathcart et est réélu en 2003. Le 20 juillet 1999, Watson annonce son intention de présenter le projet de loi sur la protection des mammifères sauvages en tant que projet de loi des membres du Parlement écossais pour interdire la Chasse au renard. Le projet de loi 83-36 est voté le 13 février 2002 et reçoit la Sanction royale le 15 mars, devenant la loi de 2002 sur la protection des mammifères sauvages (Écosse) et devenant loi le 1er août. C'est un précurseur de la loi sur la chasse de 2004 interdisant la chasse au renard en Angleterre et au Pays de Galles.
Lorsque Jack McConnell devient premier ministre en 2001, Watson entre dans l'exécutif écossais en tant que ministre du Tourisme, de la Culture et des Sports. Il quitte l'exécutif en 2003, après avoir perdu son poste lors d'un remaniement après les élections de 2003. Il est ensuite vice-président de la commission des entreprises et de la culture .
Le 15 novembre 2004, Watson est inculpé d'incendie volontaire et suspendu du groupe travailliste dans les parlements de Holyrood et de Westminster. Le 1er septembre 2005, il reconnait l'infraction et démissionne du Parlement écossais. Watson est également expulsé du Parti travailliste lorsque la sentence est annoncée. Après avoir purgé une peine de prison, il est libéré en mai 2006.
En janvier 2007, Watson est nommé directeur associé chez Caledonia Consulting, tout en assistant régulièrement à la Chambre des Lords. Watson est réadmis au Parti travailliste en juillet 2012, après un vote du Comité exécutif national. En septembre 2015, Jeremy Corbyn nomme Watson porte-parole des travaillistes sur l'éducation chez les Lords.